# Раш, Дебора
Дебора Раш (англ. Deborah Rush, род. 10 апреля 1954) — американская актриса. В 1984 году, Раш номинировалась на премию «Тони» за роль в пьесе «Шум за сценой».

## Биография
Раш появилась в нескольких десятках театральных постановок, кинофильмов и телевизионных шоу на протяжении сорокалетней карьеры. Она появилась в фильмах Вуди Аллена «Зелиг» (1983) и «Пурпурная роза Каира» (1985), а также исполняла роли второго плана в таких фильмах как «Большой бизнес» (1988), «Вам письмо» (1998), Хорошая девочка (2001), Американский пирог: Свадьба (2003) и «Джули и Джулия: Готовим счастье по рецепту» (2009).
На телевидении, Раш играла роли матерей в ситкомах «Незнакомцы с конфеткой» (1999—2000) и «Большое озеро» (2010), а также появилась в «Закон и порядок», «Закон и порядок: Специальный корпус», «Спин-Сити» и «Хорошая жена». С 2013 года она периодически появляется в роли матери главной героини в сериале «Оранжевый — хит сезона».

## Фильмография
- История Оливера (1978)
- 10 (1979)
- Хонки-Тонк шоссе (1981)
- Раздвоение личности (1982)
- Зелиг (1983)
- Ночь на небесах (1983)
- Пурпурная роза Каира (1985)
- Компрометирующие позы (1985)
- Гнев (1986)
- Большой бизнес (1988)
- Странные родители (1989)
- Дьяволица (1989)
- Семейный бизнес (1989)
- Мой голубой рай (1990)
- Похороны Джека (1992)
- Безрассудная (1995)
- Вход и выход (1997)
- Вам письмо (1998)
- Танго втроём (1999)
- Хорошая девочка (2001)
- Плохая компания (2002)
- Американский пирог 3: Свадьба (2003)
- Freeвольная жизнь (2005)
- Полу-Нельсон (2006)
- Хорошая жизнь (2007)
- Посетитель (2007)
- Солги мне (2008)
- Джули и Джулия: Готовим счастье по рецепту (2009)
- Посылка (2009)
- Рифмы с бананом (2012)